# Michael Jackson: The Experience
Michael Jackson: The Experience est un jeu vidéo musical basé sur les chansons, clips et chorégraphies de Michael Jackson. Le jeu a été développé et publié par Ubisoft. Il est sorti le 23 novembre 2010 en Amérique du Nord et le 25 novembre 2010 en Europe sur Wii, Nintendo DS et PlayStation Portable. Il sort le 14 avril en Europe et le 15 avril 2011 en Amérique du Nord sur Xbox 360 (avec un contrôle par Kinect) et sur PlayStation 3 (avec une jouabilité au PS Move). Plus tard, le jeu fut disponible sur PlayStation Vita, Nintendo 3DS et iOS.
Le jeu s'inspire en grande partie de Just Dance sorti en 2009 Wii. Utilisant la détection de mouvements sur les consoles de salon, Michael Jackson: The Experience permet au joueur de reproduire les chorégraphies de clips modélisés en 3D. Les versions Wii et PlayStation 3 acceptent un mode multijoueur. Les versions Xbox 360 et PlayStation 3 offrent par ailleurs la possibilité de chanter. Sur consoles portables, c'est un jeu de rythme demandant au joueur d'appuyer sur des boutons ou de tapoter l'écran dans le temps adéquat. 
La version Wii est constituée de vingt-six chansons. Quatre titres supplémentaires, à savoir I Just Can't Stop Loving You, Another Part of Me, Stranger in Moscow et Blood on the Dance Floor, sont disponibles pour les versions PlayStation 3 et Xbox 360. La liste des titres des versions Nintendo DS et PSP est quant à elle inférieure à celles des consoles de salon.
En avril 2011, Ubisoft révèle les chiffres de vente du jeu qui a rencontré un beau succès avec plus de 3 millions d'exemplaires vendus pour les versions Wii, Nintendo DS et PSP seulement.

## Liste des titres pour les versions Wii, Xbox 360 et PS3

### AlbumOff the Wall(1979)
- Don't Stop 'Til You Get Enough
- Rock with You
- Working Day and Night

### AlbumThriller(1982)
- Wanna Be Startin' Somethin'
- The Girl Is Mine (feat. Paul McCartney)
- Thriller
- Beat It
- Billie Jean

### AlbumBad(1987)
- Bad
- The Way You Make Me Feel
- Speed Demon
- Another Part of Me (version PS3, Xbox 360)
- I Just Can't Stop Loving You (feat. Siedah Garrett) (version PS3, Xbox 360)
- Dirty Diana
- Smooth Criminal
- Leave Me Alone
- Streetwalker (Special Edition - 2001)

### AlbumDangerous(1991)
- In the Closet
- Remember the Time
- Heal the World
- Black or White
- Who Is It
- Will You Be There

### AlbumHIStory: Past, Present and Future, Book I(1995)
- They Don't Care About Us
- Stranger in Moscow (version PS3, Xbox 360)
- Earth Song
- Money

### AlbumBlood on the Dance Floor: HIStory in the Mix(1997)
- Blood on the Dance Floor (version PS3, Xbox 360)
- Ghosts

### Michael Jackson: The Ultimate Collection(2004)
- Sunset Driver (enregistré en 1982)

### AlbumMichael(2011)
- Hollywood Tonight (version PS Vita, Nintendo 3DS)